# Okumura Kōichi
Okumura Kōichi (japanisch 奥村 厚一; geboren 1. Juli 1904 in Kyōto; gestorben 25. Juni 1974 ebenda) war ein japanischer Maler der Nihonga-Richtung.

## Leben und Werk
Okumura Kōichi machte 1928 seinen Studienabschluss in Malerei an der (京都市立絵画専門学校) und schloss 1933 eine Weiterbildung unter Nishimura Goun an seiner Alma Mater ab. Bereits während der Weiterbildung war er 1931 auf der „Ausstellung japanische Malerei“ in Berlin zu sehen. Er stellte auf der „Teiten“ und anschließend auf der „Shin-Bunten“ und an anderen Stellen aus.
Nach dem Zweiten Weltkrieg beteiligte sich Okumura mit Uemura Shōkō und anderen 1948 an der Gründung der Künstlervereinigung „Sōzōbijutsu“ (創造美術), wurde Mitglied der „Shinseisaku Kyōkai“ (新制作協会) und von anderen Künstlervereinigungen der Zeit.
Zu sehen waren unter anderem
- auf der 10. „Teiten“ „Sanrin“ (山林) – „Bergwald“,
- auf der 11. „Fukusha no kawara“ (深社の河原), „Ufer bei Fukusha“
- auf der 13. „Matsubayashi no aki“ (松林の秋) – „Herbst im Kiefernwald“,
- auf der 15. „Shōin ujitsu“ (松蔭雨日) – „Kiefernschatten am Regentag“.

Dann auf der „Shin-Bunten“:
- auf der 1. „Ochiba no aki“ (落葉の秋) – „Laubfall im Herbst“
- auf der 2. „Gekkō“ (月光) – „Mondlicht“,
- auf der 5. „Rindō“ (林道) – „Waldweg“.

Nach dem Krieg war auf der 2. „Nitten“ Okumuras Bild „Jōshin“ (浄晨) – „Reinigung“ zu sehen. Das Bild erhielt eine Auszeichnung, aber er zog sich 1948 aus dem Ausstellungsbetrieb zurück.
1960 wurde Okumura Professor an der Städtische Kunsthochschule Kyōto, 1970 ging er in den Ruhestand. 1971 übernahm er eine Professur an der „Saga Kunsthochschule“ (嵯峨美術短大学; Saga bijutsu tanki-daigaku), die ihn 1974 als Meiyo Kyōju verabschiedete.